# Tsiphiôn
Tsiphiôn ou Tsephôn est un fils de Gad fils de Jacob et de Zilpa. Ses descendants s'appellent les Tsephonites.

## Tsiphiôn et ses frères
Tsiphiôn ou Tsephôn a pour frères Haggui, Shouni, Etsbôn ou Ozni, Éri, Arodi ou Arod, Aréli,.

## Tsiphiôn en Égypte
Tsiphiôn ou Tsephôn part avec son père Gad et son grand-père Jacob pour s'installer en Égypte au pays de Goshen dans le delta du Nil.
La famille des Tsephonites dont l'ancêtre est Tsiphiôn ou Tsephôn sort du pays d'Égypte avec Moïse,